# Sohrab Moradi

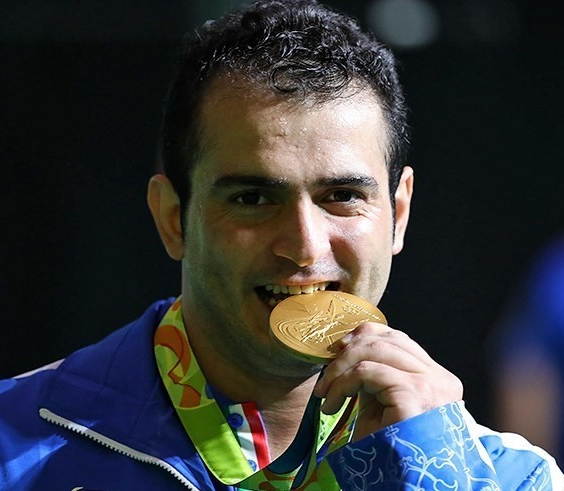
Sohrab Moradi bei den Olympischen Spielen 2016 in Rio de Janeiro

Sohrab Moradi (* 22. September 1988 in Sedeh Lenjan, Isfahan) ist ein iranischer Gewichtheber.
Er belegte bei den Weltmeisterschaften 2007 den 22. Platz in der Klasse bis 77 kg. 2008 gewann er bei den Asienmeisterschaften die Bronzemedaille. Bei den Asienmeisterschaften 2009 gewann er Gold in der Klasse bis 85 kg. 2011 war er bei den Asienmeisterschaften Sechster. Bei den Asienmeisterschaften 2012 gewann er wieder die Goldmedaille. Im selben Jahr nahm er in London an den Olympischen Spielen teil, bei denen ihm jedoch im Reißen kein gültiger Versuch gelang. 2013 war er bei den Asienmeisterschaften wieder Erster. Allerdings wurde er bei der Dopingkontrolle positiv auf Methadon getestet und für zwei Jahre gesperrt. Nach seiner Sperre wurde er 2016 Olympiasieger und 2017 Weltmeister.